# Charles Wolfe
Charles Wolfe (ur. 14 grudnia 1791 w Dublinie lub w hrabstwie Kildare, zm. 21 lutego 1823 w Queenstwown Cobh, w hrabstwie Cork) – irlandzki duchowny anglikański i poeta.
Ukończył Trinity College w Dublinie, ale nie podjął kariery akademickiej, gdyż wymagało to wówczas ślubowania celibatu i zamiast tego wybrał zawód duchownego. Został ordynowany w 1817. Posługę pełnił w hrabstwie Tyrone. Zmarł na gruźlicę w Queenstwown (Cobh) w hrabstwie Cork. Jego najbardziej znanym utworem jest wiersz The Burial of Sir John Moore at Corunna z 1816, będący elegią na cześć brytyjskiego dowódcy w bitwie pod La Coruñą w Hiszpanii w czasie wojen napoleońskich. Dzieła poety zostały opublikowane w 1817.